# Джалилов, Тохтасын
Тохтасын Джали́лович Джали́лов (узб. Toʻxtasin Jalilov; 1896, Андижан, Российская империя — 10 мая 1966, Ташкент, Узбекистан) — узбекский композитор и исполнитель на гиджаке. Член КПСС с 1942 года. Народный артист Узбекской ССР (1937).

## Биография
В 1920-е годы прославился как исполнитель на гиджаке в коллективе Хамзы.
С 1937 года художественный руководитель ансамбля песни и танца Узбекской филармонии.
В 1940—1949 годах — в Узбекском театре музыкальной драмы и комедии. В соавторстве с другими композиторами написал свыше 40 музыкальных драм.

## Сочинения
- музыкальная драма «Тахир и Зухра» (в соавторстве с Вильгельмом Шперлингом)[1]
- музыкальная драма «Курбан Умаров» (в соавторстве с Вильгельмом Шперлингом)[1]
- опера «Тахир и Зухра» (с Борисом Бровцыным, 1949, 2-я редакция 1955, на основе музыкальной драмы)

## Награды и звания
- Народный артист Узбекской ССР (1937)
- Два ордена Трудового Красного Знамени (31.05.1937 — за выдающиеся заслуги в деле развития узбекского музыкального и танцевального искусства,[2][3] 16.01.1950)[4]
- Орден «Знак Почёта» (23.12.1939)
- Орден Ленина (18.03.1959)[5]
- Орден «Буюк хизматлари учун» (2002, посмертно)[6].